# Bousseviller
Bousseviller (fràncic lorenès Busswiller) és un municipi francès situat al departament del Mosel·la i a la regió del Gran Est. L'any 2007 tenia 134 habitants.

## Demografia

### Població
El 2007 la població de fet de Bousseviller era de 134 persones. Hi havia 56 famílies, de les quals 16 eren unipersonals (4 homes vivint sols i 12 dones vivint soles), 16 parelles sense fills, 16 parelles amb fills i 8 famílies monoparentals amb fills.
La població ha evolucionat segons el següent gràfic:
Habitants censats

### Habitatges
El 2007 hi havia 78 habitatges, 57 eren l'habitatge principal de la família, 15 eren segones residències i 6 estaven desocupats. 64 eren cases i 14 eren apartaments. Dels 57 habitatges principals, 44 estaven ocupats pels seus propietaris, 5 estaven llogats i ocupats pels llogaters i 8 estaven cedits a títol gratuït; 1 tenia dues cambres, 4 en tenien tres, 17 en tenien quatre i 35 en tenien cinc o més. 53 habitatges disposaven pel capbaix d'una plaça de pàrquing. A 29 habitatges hi havia un automòbil i a 21 n'hi havia dos o més.

### Piràmide de població
La piràmide de població per edats i sexe el 2009 era:
| Homes | Edats   | Dones |
| ----- | ------- | ----- |
| 0     | 95 o +  | 0     |
| 0     | 90 a 94 | 0     |
| 0     | 85 a 89 | 0     |
| 0     | 80 a 84 | 4     |
| 0     | 75 a 79 | 0     |
| 4     | 70 a 74 | 4     |
| 12    | 65 a 69 | 4     |
| 8     | 60 a 64 | 8     |
| 4     | 55 a 59 | 4     |
| 0     | 50 a 54 | 8     |
| 4     | 45 a 49 | 4     |
| 12    | 40 a 44 | 4     |
| 8     | 35 a 39 | 12    |
| 0     | 30 a 34 | 4     |
| 4     | 25 a 29 | 4     |
| 4     | 20 a 24 | 0     |
| 4     | 15 a 19 | 4     |
| 16    | 10 a 14 | 4     |
| 4     | 5 a 9   | 8     |
| 8     | 0 a 4   | 0     |

## Economia
El 2007 la població en edat de treballar era de 72 persones, 60 eren actives i 12 eren inactives. De les 60 persones actives 57 estaven ocupades (35 homes i 22 dones) i 3 estaven aturades (3 dones i 3 dones). De les 12 persones inactives 2 estaven jubilades, 1 estava estudiant i 9 estaven classificades com a «altres inactius».

### Ingressos
El 2009 a Bousseviller hi havia 56 unitats fiscals que integraven 141 persones, la mediana anual d'ingressos fiscals per persona era de 16.069 €.

### Activitats econòmiques
L'únic establiment que hi havia el 2007 era d'una empresa de construcció.
L'únic servei als particulars que hi havia el 2009 era un guixaire pintor.
L'any 2000 a Bousseviller hi havia 3 explotacions agrícoles.

## Poblacions més properes
El següent diagrama mostra les poblacions més properes.